# Етьєн Доле

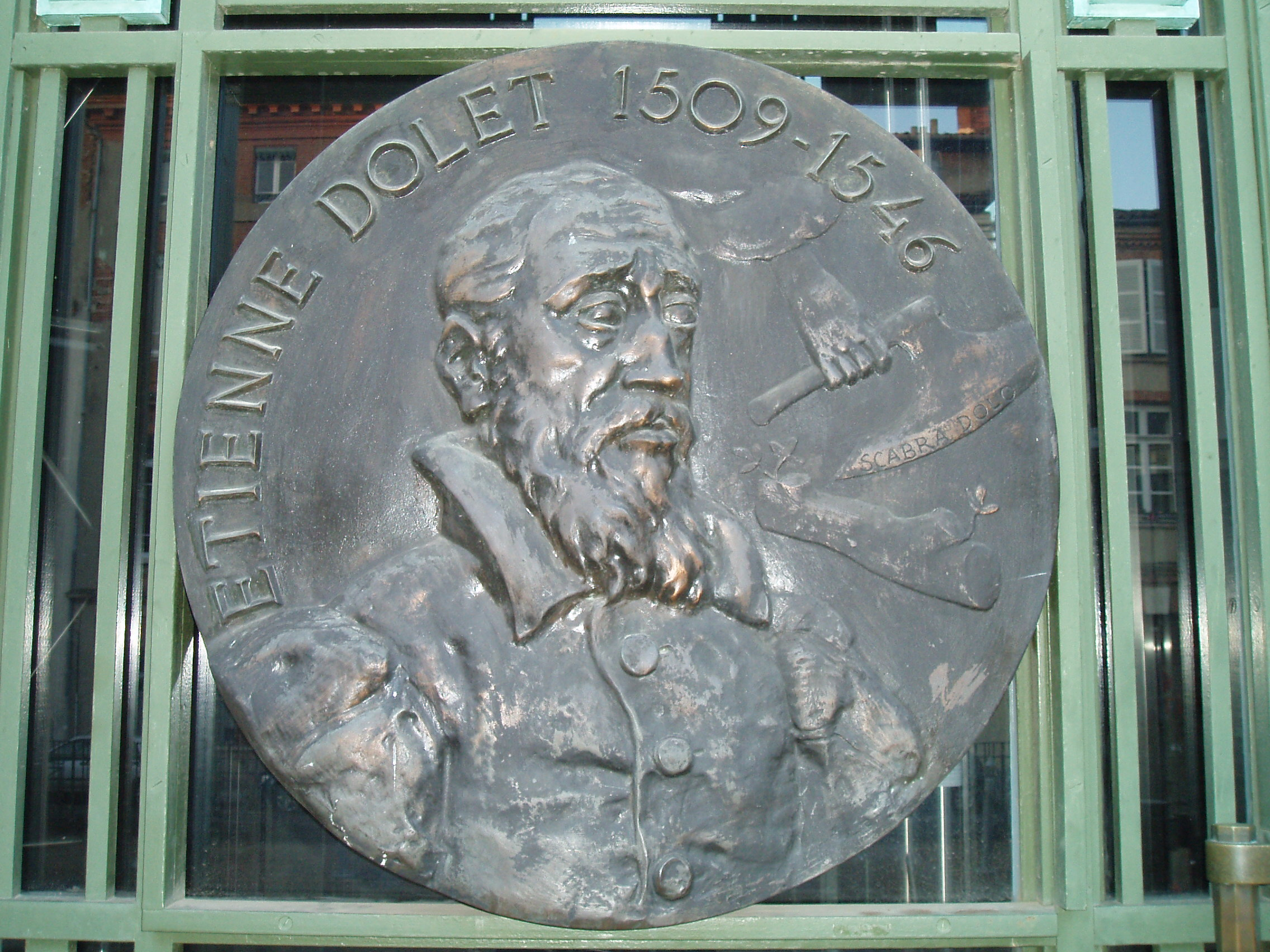
Медаль на честь Етьєна Доле, на тлі дверей бібліотеки в Тулузі.

Етьє́н Доле́ (фр. Étienne Dolet; 3 серпня 1509, Орлеан — 3 серпня 1546, Париж) — пізньосередньовічний французький перекладач, друкар, письменник. Звинувачений у виданні заборонених книг, безбожництві, був страчений.

## Життєпис
Походив з небагатої родини. Дитинство провів в місті Орлеан. 1521 року відбув у Париж, де здобував освіту. Його керівником в Парижі був земляк, професор Ніколя Беро́.
1526 року Етьєн Доле відбув у Італію, де продовжив навчання в Падуанському університеті. Приятелювів з прихильниками філософії П'єтро Помпонацці (1462—1525).
На освіченого француза звернув увагу посол Франції до Республіки Венеція єпископ Ліможа Жан де Ланжак. Етьєн Доле був секретарем при особі єпископа і мешкав в Венеції, великому торговому місті з ліберальним ставленням до різних конфесій. Слухав у Венеції лекції з красномовства Джованні Баттіста Іньяціо.
Повернувся у Францію, вивчав юріспруденцію в університеті міста Тулуза. 1533 року він виступив з двома публічними промовами, в котрих критикував уряд міста Тулуза за негнучкість в релігійних питаннях. Фанатичні католики Тулузи по своєму оцінили промови вільнодумця і домоглися його тюремного ув'язнення. А згідно декрета 1534 року його вигнано з міста геть.

## Ліонський період життя
1535 року він дістався міста Ліон, де важко хворів. По видужанню відвідував місцевий гурток помірних гуманістів і неолатинських поетів (Жильбер Дюше, Нікола Бурбон Старший, Жан Сальмон Макрін).
Етьєн Доле влаштувався коректором до ліонського друкаря Себастьяна Гріфа. Надрукував критичні промови, оголошені в Тулузі, а також власні літературні твори. В грудні 1536 року побив нападника-художника так, що той помер. Сам відбув на судове розглядання в Париж, де виступав у власній справі як адвокат. За підтримки сестри короля Франції, Маргарити Наваррської, звинувачення були зняті.
Повернувся в Ліон, коли отримав від короля Франції привілей на друкарську діяльність. Придбав друкарський верстат і почав друкувати твори Светонія, Цицерона, Галена, свого приятеля Клемана Маро. Серед його видань була і псалтир, заборонена на той час для друку, критичні твори та епіграми на католицьких священиків. Етьєн Доле також без згоди з автором надрукував дві перші книги твору «Гаргантюа і Пантагрюель». Внаслідок цього його стосунки з автором, Франсуа Рабле, погіршились.
1538 року одружився із пані Луїзою Жиро́.
Мав прискипливу увагу до себе як від фанатично налаштованих католиків, так і від конкурентів, письменників і друкарів. Черговий донос на Етьєна Доле прийшов у інквізицію після оприлюднення видання «Cato christianus». В помешканні друкаря провели обшук і знайшли твори німецького реформатора Філіпа Меланхтона та «Настанови в християнському віровченні» протестанта Жана Кальвіна, що у католицькій Франції вважали єретичними.

## Утиски і арешти
1542 року за наказом інквізитора Матьє Оррі був в черговий раз заарештований в Ліоні, а 2 жовтня 1542 року засуджений як єретик до спалення на вогнищі. Етьєн Доле звернувся з проханням до короля Франції на переведення в ув'язнення в Париж і був переведений за сприяння єпископа паризького за умов публічного каяття. Каяття відбулося, і Етьєн Доле необережно повернувся в Ліон, де проти нього були налаштовані і конкуренти, і священики. Відбувся новий арешт. Доле вдалося втекти з в'язниці і потайки перебратися до П'ємонту. Він листувався з королем Франції і принцесою Маргаритою Наварською, де наполягав на власній невинності. Він повернувся до Франції, де знов був заарештовний 1544 року. Відбував два роки ув'язнення в Парижі в тюрмі Консьєржері, де був звинувачений у єресі, закликах до заворушень та оприлюдненні заборонених Ватиканом видань. Вирок — смертна кара.
Покарання відбулося на площі Мобер неподалік собору Нотр Дам де Парі 3 серпня 1546 року. Після спалення тіла його попіл був розвіяний за вітром.

## Вибрані твори
Найвідомішою роботою Доле став трактат «Про те, як якісно перекладати з одної мови на іншу». Його п'ять принципів перекладу стали п'ятьма заповідями для усіх перекладачів світу.
Переклав Біблію вільним, так званим «чуттєвим перекладом», за що був звинувачений у безбожжі.

## Увічнення пам'яті
На честь письменника і друкаря на місці його страти на площі Мобер був споруджений монумент 1889 року. Під часзахоплення Парижа вояками фашистської Німеччини монумент на честь Етьєна Доле був демонтований, як і низка інших, розбитий і перелитий як металобрухт на користь Німеччини. В повоєнні роки монумент Етьєна Доле — не був відновлений.
У Франції викарбували пам'ятну медаль на його честь.